# Melomys paveli
Melomys paveli is een knaagdier uit het geslacht Melomys dat voorkomt bij het dorp Piliana op Ceram. Deze soort behoort tot de M. rufescens-groep, net als M. matambuai, M. bougainville, M. rufescens en M. dollmani. Hij werd oorspronkelijk als een ondersoort van M. rufescens beschreven, maar volgens Musser & Carleton (2005) waren de verschillen tussen M. paveli en M. rufescens net zo groot als die tussen de andere eilandsoorten uit de groep, M. matambuai en M. bougainville, en M. rufescens, zodat ze er een aparte soort van maakten.
Het holotype is Australian Museum M31923. Het is een zeer kleine soort, met een staartlengte ongeveer gelijk aan de kop-romplengte, een zachte en lichtgekleurde vacht op de rug, een witte buik, een zwarte staart, met één haar per staartschub, zeer kleine tanden en een smalle schedel. Hij lijkt het meeste op M. rufescens niviventer uit het zuiden van Nieuw-Guinea. De soort is genoemd naar de fotograaf en bioloog Pavel German.